# تراكم حيوي

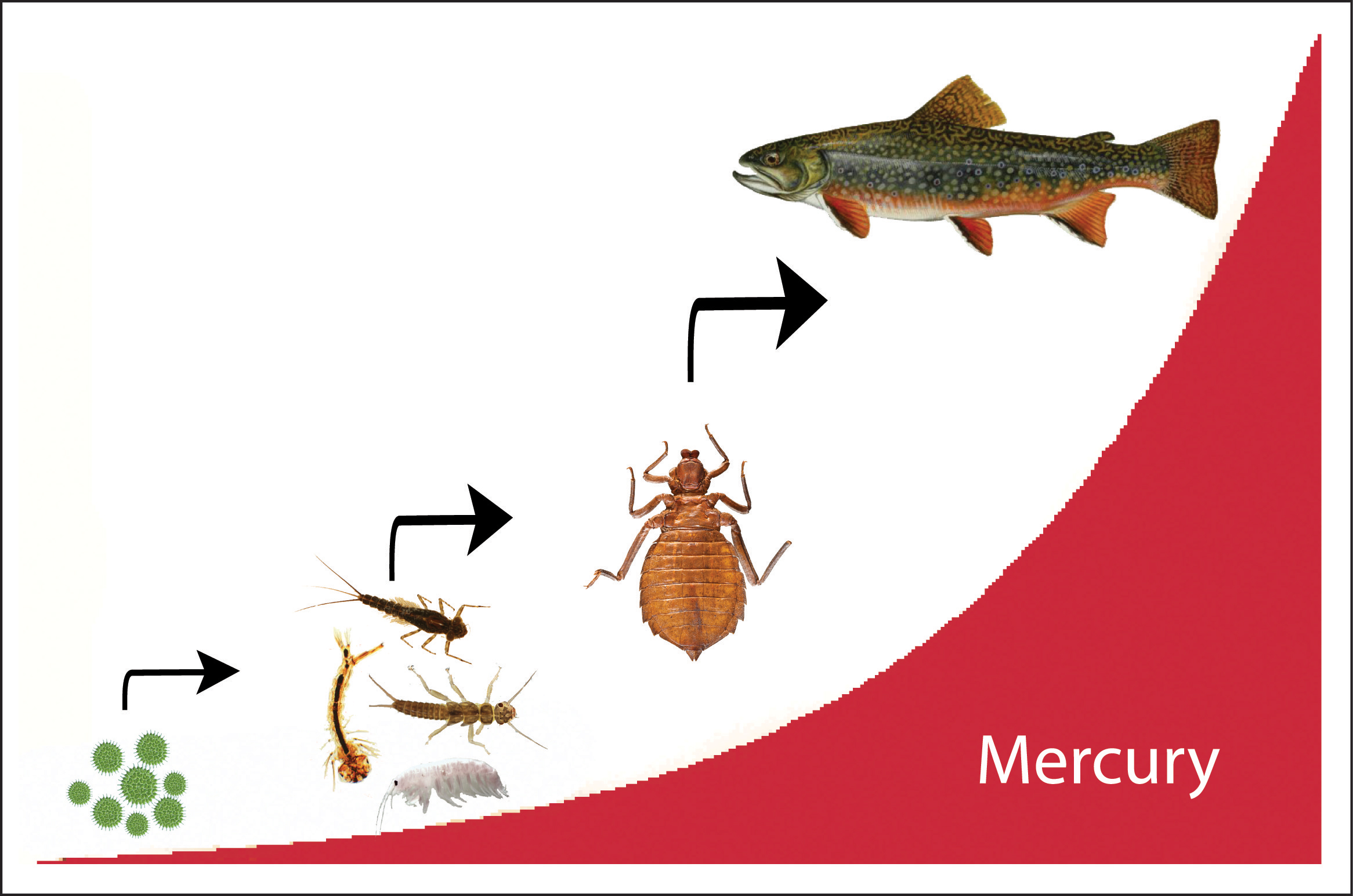

التراكم الحيوي يشير إلى تراكم مواد مثل المبيدات الحشرية أو مواد ومركبات عضوية أخرى في الكائنات الحية. يحدث التراكم الحيوي عندما يمتص كائن حي مادة سامة بمعدل أعلى من تصريفه لهذه السموم. وبذلك كلما كان عمر النصف الحيوي للمادة أطول، زاد معها خطر سميتها المزمن على الكائنات. حتى ولو كانت مستوياتها البيئية منخفضة جدا. يحدث التراكم الحيوي عموما عند نفس مستوى تحرك الطاقة خلال المستويات الغذائية، زيادة حوالي 10% في المستوى.
يفسر التراكم الحيوي لماذا يكون التسمم المزمن سمة عامة للصحة البيئية في أماكن العمل. فالتعرض المتكرر لمستويات بسيطة من المواد السامة في هذه البيئات قد يكون قاتلا على المدى الطويل.

## أمثلة
و مثال على التسمم في أماكن العمل معروف من جملة (مجنون كصانع القبعات) ويقابلها في الإنكليزية (as mad as a hatter). فعملية تلبيد اللباد في صناعة القبعات تشمل استعمال الزئبق الذي يشكل مركبات عضوية مثل ميثيل الزئبق وهو دهن قابل للذوبان، يميل للتراكم في الدماغ مما يسبب التسمم بالزئبق.
وهناك أنواع أخرى من التسممات بالدهنيات القابلة للذوبان تشمل مركبات رباعي إيثيل الرصاص (الرصاص في البنزين)، وفي ددت (DDT). تخزن هذه المركبات في دهون الجسم، وعندما تستخدم الأنسجة الدهنية للحصول على الطاقة، تتحرر المركبات وتسبب تسمما خطيرا.
ويمكن للذيفان المنتج طبيعيا أن يتراكم حيويا أيضا. ويعرف الازدهار الطحلبي بالمد الأحمر ويؤدي في الكائنات الحية المتغذية بمرشح محلي مثل بلح البحر والمحار إلى التسمم، وقد يكون سمك المرجان المسؤول عن التسمم المعروف بـ (ciguatera) عندما يتراكم فيها ذيفان يسمى (ciguatoxin) من الطحالب المرجانية.
و بعض الحيوانات تستخدم التراكم الحيوي كوسيلة للدفاع، حيث تستهلك النباتات السامة وبعض الحيوانات، وبهذه الطريقة تحمي نفسها عندما يهاجمها حيوان مفترس. ومثال على ذلك الدودة القرنية التي تُركز النيكوتين لدرجة السمية في جسمها حيث تأكل النباتات المحتوية على هذه المادة.
والتسمم عبر المستهلكات الصغيرة عبر السلسلة الغذائية قد يكون خطر على الكائنات المستهلكة بشكل عام.
تستخدم بعض أنواع الحيوانات التراكم الحيوي كوسيلة للدفاع، حيث تستهلك النباتات السامة أو فرائس الحيوانات، وبهذه الطريقة تراكم الذيفان الذي يمثل رادعا لأي حيوان مفترس محتمل. ومثال على ذلك دودة التبغ القرنية (مندوكة سداسية) التي تُركز النيكوتين لدرجة السمية في جسمها حين تأكل نبات التبغ.
تسميم المستهلكين الصغيرين يمكن أن يمر عبر السلسلة الغذائية ليؤثر على المستهلكين اللاحقين.
بعض المواد التي لا تكاد تعتبر سامة قد تتراكم إلى مستويات سامة في الكائنات الحية. والمثال على ذلك هو فيتامين أ الذي يكون عالي التركيز في كلىآكلات اللحوم، مثل الدببة القطبية: فعندما تتغذى الحيوانات آكلات اللحوم على آكلات لحوم أخرى (الفقمة)، فإنها تراكم كمية كبيرة من فيتامين أ في كلاها. وهذا الأمر معروف لدى السكان الأصليين القاطنين في القطب الشمالي حيث يتجنبون أكل الكلى، ولكن مستكشفي القطب الشمالي عانوا من فرط فيتامين أ نتيجة أكلهم كلى الدببة القطبية. وإحدى الأمثلة الشهيرة هو حملة السير دوغلاس ماوسن، فقد تسمم مرافقه عندما أكل كلى إحدى كلابه.

## وصلات خارجية
- http://www.marietta.edu/~biol/102/2bioma95.html نسخة محفوظة 2 نوفمبر 2005 على موقع واي باك مشين.
- http://www.mhhe.com/biosci/esp/2001_gbio/folder_structure/ec/m3/s4/
- http://toxics.usgs.gov/definitions/biomagnification.html
- http://www.pbtprofiler.net/criteria.asp